# Oligarchia
Az oligarchia egy olyan rendszer (gyakran politikai), ahol a hatalom egy viszonylag kicsi csoport kezében összpontosul, akik a saját érdekükben kormányoznak, illetve döntő befolyást gyakorolnak a hatalomra és a döntéshozatalra. Többféle formája van: politikai, vagyoni, katonai, vallási stb.
Az eredeti szóhasználatban kevesek zsarnoki uralmát jelenti.
Az oligarchák az oligarchia tagjai.

## Etimológia
A kifejezés az ókori görög szóból ered: ὀλιγαρχία = „kevesek hatalma”.

## Régi szóhasználatban
Az oligarcha (vagy tartományúr) jelentése egy nagyobb országrészen önhatalmúlag uralkodó főnemes, hatalmaskodó főúr, kiskirály. Rendszerint királyi privilégiumokat is használ, függetlenül a király jóváhagyásától.
Arisztotelész szerint az oligarchia azon kevesek uralma, akik nem kiválóságuk, hanem vagyonuk alapján kerültek a vezető rétegbe.

## A mai szóhasználatban
Oligarchia mai szóhasználatban a nagytőkések uralma, azaz a leggazdagabb emberek csoportjából kerül ki az ország kormánya és ők birtokolják a hatalmat, a befolyást és a vagyon nagy részét. Az oligarcha az, aki a gazdasági hatalma mellé politikai hatalmat is szerzett (vagy a politikai mellé a gazdaságit). Az oligarchák hatalma nem mindig nyilvánvaló, hanem a háttérből is cselekedhetnek.
A sajtónyelvben gyakran az államhatalomtól jelentős mértékben függő, nagy hatalmú üzletembereket, milliárdosokat értik, főleg a fejlődő országokban, például Oroszországban.
Az oligarchia által vezetett ország másik példája Szaúd-Arábia, ahol a Szaúd-ház  tagjai, egy körülbelül 2000 tagú csoport birtokolja a hatalmat.
A dúsgazdag nagytőkést, bankárt finánc-oligarchának is nevezik. Ennek a rétegnek az uralma – tágabb értelemben is – a fináncoligarchia, a leggazdagabb tőkések és pénzemberek szervezett hatalmi csoportja.

## Magyarországon

### Középkor

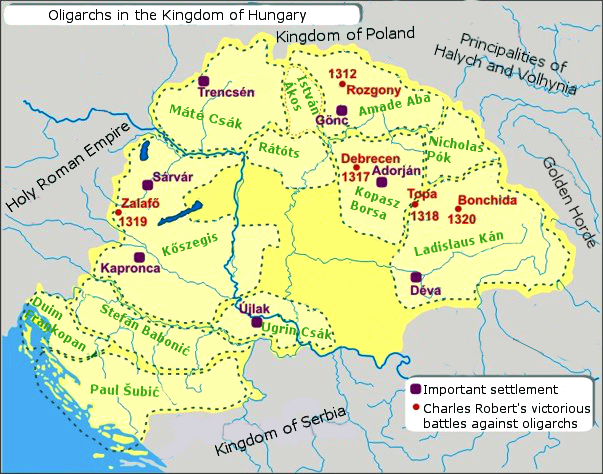
Oligarchák területei a Magyar Királyságban

A Magyar Királyságban az oligarchák fénykora a tatárjárás és Csák Máté halála (1321) közötti időszakban volt. A tatárjárást követő korszakot néha "feudális anarchiának" is nevezik, utalva a központi (királyi) hatalom meggyengülésére (pl.: Aba Amadé, Csák Máté, Borsa Kopasz).

### 21. század
Napjaink közbeszédében rendszeresen előfordul a kifejezés használata, amikor Orbán Viktor gazdasági köreit emlegetik a sajtóban, amit a barátai és családtagjai számára épített ki.
A Financial Times 2017-es cikke Putyin oligarchiáihoz hasonlította az Orbánt körülvevő magyar elitet. Megemlítette Orbán barátjának, Mészáros Lőrincnek a gyors meggazdagodását is, az állami közbeszerzések elnyerésének köszönhetően.
A német Südwestrundfunk 2021. augusztusi adásában arról szólt, hogy az EU akaratán kívül segített finanszírozni a magyarországi oligarchákat; Orbán ugyanis ügyesen kihasználja az uniós forrásokat, hogy segítse a gazdasági érdekcsoportját brüsszeli támogatásokhoz jutni. Az oligarcha klánba tartozóként említették a családját; az apját, Orbán Győzőt is.
Az Európai Parlament 2022-es tavaszi ülésén úgy határoztak, hogy erőteljesebben védeni kell az uniós forrásokat az oligarchákkal szemben. Orbán Viktort név szerint is megemlítették, aki „újraosztja a vagyont belső köre” és a támogatói számára.